# Pachycondyla tarsata
Pachycondyla tarsata is een mierensoort uit de onderfamilie van de Ponerinae. De wetenschappelijke naam van de soort is voor het eerst geldig gepubliceerd in 1798 door Fabricius.